# Pietro Ellero
Pietro Ellero, född 8 oktober 1833, död 1 februari 1933, var en italiensk kriminolog och sociolog.

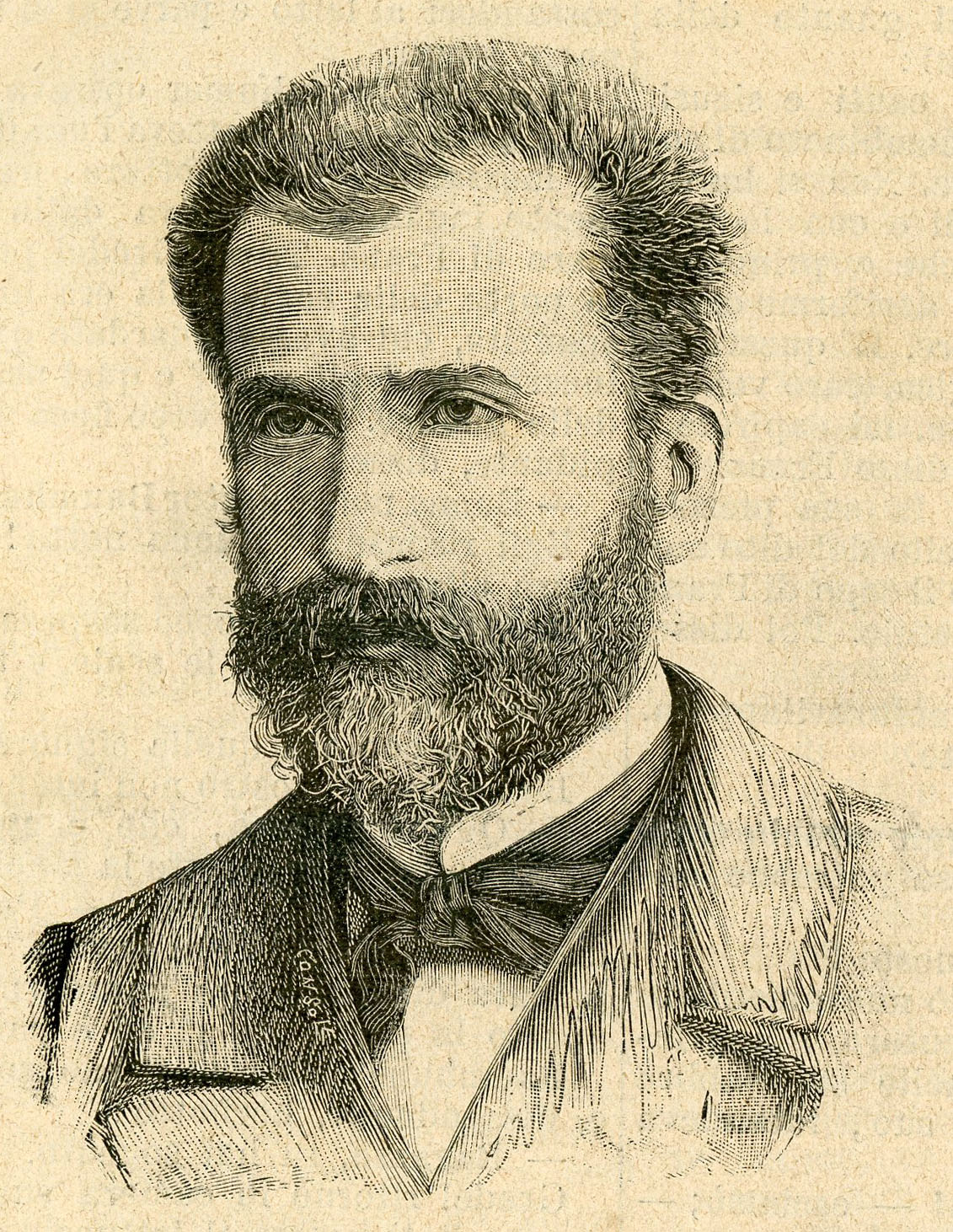

Ellero beklädde höga poster inom undervisningsväsendet i Milano och Bologna, och även inom rättsväsendet, där han var rikssenator. Han verkade för dödsstraffets avskaffande och var en v de första, som visade på de sociala problemens brännande natur, och kritiserade energiskt den bestående samhällsordningen. Bland hans verk märks bland andra Opuscoli criminali (1874), Trattati criminali (1875), Scritti minori (1875), Scritti politici (1876), La tirannide borghese (1879), La riforma civile (1879), samt La vita dei populi (1912).